# Lend (Graz)
 For alternative betydninger, se Lend (flertydig). (Se også artikler, som begynder med Lend)
Lend er bydel nr. 4 i Graz, Østrig. Den ligger centralt på vestbredden af floden Mura og indeholder bl.a. hovedbanegården. Bydelen afgrænses i vest af Alte Poststraße, i syd af Annenstraße og i nord af Grazer Kalvarienberg.

## Steder i Lend
- Lendplatz og Südtiroler Platz - de centrale pladser
- Kunsthaus Graz - museum for moderne kunst
- Graz Hauptbahnhof - hovedbanegården
- Barmherzigenkirche
- Grazer Kalvarienberg - en kristen helligdom til minde om Jesu korsfæstelse på Golgata
- Mariahilfer Kirche
- Marienkirche
- Roseggerhaus
- Orpheum - teater grundlagt i 1899 som modvægt til Graz' operahus
- p.p.c.-Project Pop Culture
- Rondo